# Legend of the Green Dragon
Legend of the Green Dragon, auch LotGD oder LoGD genannt, ist ein Online-Browserspiel auf PHP-Basis. Es handelt sich um ein Spiel des Genres Multi User Dungeon.

## Spielprinzip
Der Spieler erstellt einen Charakter und wählt eine Rasse sowie eine Spezialfähigkeit aus. Es stehen vier Rassen zur Auswahl: Mensch, Elf, Zwerg und Troll, mit jeweils anderen Vorzügen im Spiel. Die Wahl einer der drei Spezialfertigkeiten ist unabhängig von der Rassenwahl. Ein Spieltag dauert je nach Servereinstellung zwischen einer und 24 Stunden.
Um Level aufzusteigen, muss der Spieler Erfahrungspunkte sammeln. Dazu kann im Wald gegen Monster oder im späteren Spielverlauf gegen andere Spieler gekämpft werden. Dabei kann die zu Spielbeginn gewählte Spezialfertigkeite eingesetzt werden. Im Wald können Gold oder Edelsteine gefunden oder einem alten Mann begegnet werden.
Hat ein Spieler genügend Erfahrung gesammelt, so muss dieser im Trainingslager gegen seinen Meister antreten und steigt bei Erfolg eine Stufe auf. Ab Level 15 gibt es keine Meister mehr. Nun muss der Spieler den Drachen im Wald suchen. Besiegt man diese verhältnismäßig starke Kreatur, so bekommt man einen Abspanntext zu sehen, der schlussendlich eine Endlosschleife einläutet. Tötet man den Drachen, so verletzt dieser im Sterben die Spielerfigur. Dieser stirbt allerdings nicht, sondern bekommt einen neuen Titel verliehen, verliert dafür aber alle Kräfte und Erinnerung an alles Gelernte. Die Spielfigur startet wieder mit den Standardwerten, abgesehen von einem Bonus, den man pro Tötung eines Drachen bekommt.
Stirbt eine Spielfigur im Kampf, landet sie im Land der Schatten. Hier können auf dem Friedhof andere Kreaturen gequält werden, um sich bei Ramius, dem Totengott, Gefallen zu verdienen. Mit diesen Gefallen kann man sich – neben der Wiederherstellung der Seele (die Lebenspunkte im Schattenreich) – auch wiederbeleben lassen.
Um ein solches Rollenspiel spielen zu können, benötigen alle Mitspieler ein gutes Vorstellungsvermögen, um sich die beschriebene Situation vorstellen zu können und um keine unlogischen Reaktionen zu schildern. Da das Rollenspiel in dieser Form für gewöhnlich nicht moderiert ist, ist feste Disziplin erforderlich. Sogenannte "PowerGamer", Spieler, die im Rollenspiel mit Superkräften auftauchen, alles kurz und klein schlagen und den Mitspielern nicht einmal die Gelegenheit einer Reaktion lassen, sind geächtet und werden auf Servern, die Wert auf Rollenspiel legen, dementsprechend bestraft.
Als vorgegebene NPCs lassen sich die namentlich bezeichneten Inhaber der einzelnen Läden der Städte ins Rollenspiel einbeziehen. Außerdem kann die Administration des Servers über ein Zusatzmodul erfahrene Spieler als Spielleiter einsetzen, die dann diverse NPCs schaffen können. Dieses Modul wird nur selten eingesetzt, vor allem dort, wo viel Gewicht auf ein stimmiges Rollenspiel gelegt wird.
Im Gegensatz zur Version 0.9.7+jt wird im Core der 1.0 vermehrt Wert auf eine rollenspielerische Atmosphäre gelegt. Es gibt ein Coremodul, das mehrere Städte kreiert, neben einer Hauptstadt für jede Rasse eine. Es ist jedoch umstritten, ob mehrere Dörfer das Rollenspiel selbst wirklich fördern. Vor allem für kleine Server sind mehrere Städte störend für das Rollenspiel, da die Wahrscheinlichkeit, per Zufall einen Spieler in derselben Stadt zu treffen, mit der Menge der Städte abnimmt. Als Alternative zu den verschiedenen Städten bieten viele deutsche 0.9.7+jt-Server mehrere, zusätzliche Orte an, die rein für den Rollenspielchat gedacht sind, und das Dorf selbst vergrößern, nicht aber die Welt.

## Technik
Theoretisch kann Legend of the Green Dragon verschiedene Datenbanksysteme unterstützen, allerdings bietet es von Haus aus nur Unterstützung für MySQL. Die Versionen ab 0.9.8 stehen unter einer Creative-Commons-Lizenz (by-nc-sa), die früheren unter der GNU General Public License.
An vielen Spielorten findet man einen PHP-basierten Chat. Auf den meisten Servern werden jene Plätze nicht als normale Chats gebraucht, sondern als Orte für ein Pen&Paper-ähnliches Rollenspiel. Man lässt seinen Charakter Aktionen durchführen, interagiert mit anderen Spielern. Dazu hat man je nach Server mal mehr, mal weniger Platz zum Schreiben. Der Hauptunterschied zum ursprünglichen Pen&Paper liegt darin, dass es normalerweise keinen direkten Spielleiter gibt, sondern nur die äußeren Umstände durch die Beschreibung des jeweiligen Spielortes vorgegeben werden und die Spieler selbst sich eine Ausgangssituation schaffen können. Gewisse, auf dem Rollenspiel basierende Interaktionen zwischen Spielern können Auswirkungen auf die Kampfwerte (siehe "Leveln") haben.
Um seinen Charakter zu beschreiben, hat man mindestens eine Biografie zur Verfügung, in der man seinen Charakter beschreiben kann. Normalerweise bietet diese Platz für 255 Zeichen, was manchmal als zu wenig angesehen wird. Es ist deshalb vor allem bei der Version 0.9.7+jt ext GER verbreitet, hier mehr Platz zu bieten (~4Kb Zeichen). Auch eine Möglichkeit um Avatare zu verlinken ist auf vielen Servern gegeben, nicht jedoch im Core-Release der Version 1.0 vorgesehen.
Auf deutschsprachigen Servern ist die Version 0.9.7 noch immer die verbreitetste aller Versionen und wird noch immer aktiv weiterentwickelt. Da aber alle Änderungen von Hand im Quelltext durchgeführt werden müssen, gibt es keinen allgemeinen Standard und somit sind die meisten betrieben Versionen inkompatibel zueinander.
Die Version 1.0 und alle nachfolgenden Versionen zeichnen sich durch ein durchdachtes Modulsystem aus, das Änderungen an fast jeder Stelle ermöglicht, ohne die originalen Dateien anzufassen. Dadurch werden vor allem Updates vereinfacht, aber auch Fehler in Modulen lassen sich durch deaktivieren leichter lokalisieren. Ein großer Nachteil des Systems ist allerdings, dass ohne aktiviertes Caching die Datenbank übermäßig beansprucht wird. Mithilfe der integrierten Übersetzungsengine lassen sich während des Spiels Texte in die aktuelle Sprache übersetzen. Ab Version 1.1.0 ist das Spiel auch fähig, andere Zeichensätze als ISO-8859-1 zu verwenden.

## Entwicklung
LotGD ist eine Hommage an das BBS-Door-Spiel Legend of the Red Dragon (LoRD) von Seth Able Robinson. Da die exklusiven Rechte bei Gameport liegen, ist der Inhalt von LotGD völlig neu, mit Ausnahme der drallen Bardame Violet und dem attraktiven Barden Seth. Auch musste das Gameplay selbst geändert werden, da es sich bei LotGD um ein Browserspiel handelt und nicht, wie bei LoRD, um ein Konsolenspiel.
Im März 2003 veröffentlichte Eric Stevens den Quelltext seines Browserspiels unter der GNU GPL auf SourceForge. Einen Monat später wurde das Spiel in einem Artikel auf Slashdot erwähnt, was einen drastischen Anstieg der Userzahlen zur Folge hatte und das Spiel allgemein bekannt machte. Im Mai 2003 veröffentlichte Stevens in Zusammenarbeit mit "JTraub" die Version 0.9.7. Im Juli desselben Jahres entfernte Eric Stevens das Spiel auf Wunsch von SourceForge selbst von der Projektseite, da das Projekt inzwischen einiges an Traffic beanspruchte. Nach mehreren Vorabversionen entschlossen sich Eric Stevens und JTraub schließlich im April 2005 dazu, Version 1.0.0 des Spiels zu veröffentlichen.
Im Dezember 2005 gaben beide Entwickler bekannt, die Entwicklung des Spiels einzustellen, und veröffentlichten daraufhin im Januar 2006 die Version 1.0.6 als letzte offizielle Version. Das Projekt wird von Freiwilligen auf dragonprime.net weiterentwickelt. Die letzte stabile Version, 1.1.2, erschien im Juni 2009. Seit September 2019 ist dragonprime.net nicht mehr verfügbar und es wurde im Mai 2020 das Forum DragonPrime:Reborn als Ersatz geschaffen um das Basis-Spiel und die von der Community entwickelten Zusatzmodule bereitzustellen.
Es gibt mehrere Bestrebungen das Spiel weiterzuentwickeln und mit modernen Version von MySQL bzw. MariaDB und PHP kompatibel zu machen: Zum Beispiel die als "1.2.0 DragonPrime Edition" veröffentlichte Version von lotgd.de sowie NB-Core, verfügbar auf GitHub.

## Rezeption
Es gibt insgesamt etwa 30.000 Accounts, verteilt auf den verschiedenen Servern, wobei der größte Server deutschsprachig ist mit etwa 4'000 registrierten Accounts (Stand: Dezember 2009). Im offiziellen LoGD-Netz gibt es über 300 gelistete Server verschiedener Sprachen. Auf den größten Servern sind zu Spitzenzeiten gut 100–150 Spieler gleichzeitig online, was im Vergleich mit anderen MUDs durchaus eine hohe Anzahl ist.